# Polypedilum tokaraheium
Polypedilum tokaraheium är en tvåvingeart som beskrevs av Sasa och Suzuki 1995. Polypedilum tokaraheium ingår i släktet Polypedilum och familjen fjädermyggor. Inga underarter finns listade i Catalogue of Life.